# Comuna Majšperk
Majšperk (Občina Majšperk) este o comună din Slovenia, cu o populație de 4.005 locuitori (2002).

## Localități
Bolečka vas, Breg, Doklece, Dol pri Stopercah, Grdina, Janški Vrh, Jelovice, Koritno, Kupčinji Vrh, Lešje, Majšperk, Medvedce, Naraplje, Planjsko, Podlože, Preša, Ptujska Gora, Sestrže, Sitež, Skrblje, Slape, Spodnja Sveča, Stanečka vas, Stogovci, Stoperce, Zgornja Sveča